# Эунос бин Асах
Эунос бин Асах (малайск. Eunos bin Asah, 4 декабря 1946, Сингапур) — сингапурский писатель, пишущий на малайском языке, и деятель культуры.

## Краткая биография
Окончил школу Тун Сери Лананга. Начал писать в начале 1960-х гг. в различных жанрах (стихи, рассказы, пьесы, тексты песен). Первое стихотворение «Нищий» (Pengemis) опубликовано в журнале «Панду» (1963), а первый рассказ «Он» (Dia) в газете «Берита Хариан» (1974). Первым в Сингапуре стал сочинять «математические стихи».
Автор текстов песен для таких популярных сингапурских и малайзийских певцов, как М. Насир, Шарифа Айни, Энданг С. Таурина, Рамли Сарип, Залеха Хамид, Джатт, Хатан и для группы «Аль Джавахир» (всего более 200 песен, в том числе хиты «Для тебя, моя любимая», «Мир без любви» и др.
Участвовал в театральных постановках в любительских труппах (группа «Гелораса»), на телевидении и радио. Создал театральную группу «Театер Перантау». Работал в сфере звукозаписи: координатор компании Joe’s Entertainment, редактор компании Mega Record. Публиковал статьи по вопросам культуры в сингапурских газетах и журналах. Редактор журналов «Мелати»(Melati), «Сербанека» (Serbaneka) и «Аль Ислам» (Al Islam).

## Публикации
- Tiga Warna Bertemu (Antologi bersama). Kuala Lumpur: Dewan Bahasa dan Pustaka, 1987.
- Kelambayung senja: antologi puisi Eunosasah, 1974—2014. Singapore, 2014 ISBN 9789810926779
- Antologi Puisi Memahat Mentari (Ziarah Karyawan Habib Hussein Alattas). Kuala Lumpur: Institut Terjemahan & Buku Malaysia, 2016
- Aku orang berdosa: kumpulan puisi. Singapore, 2014 ISBN 9789810988227